# Louis Delage

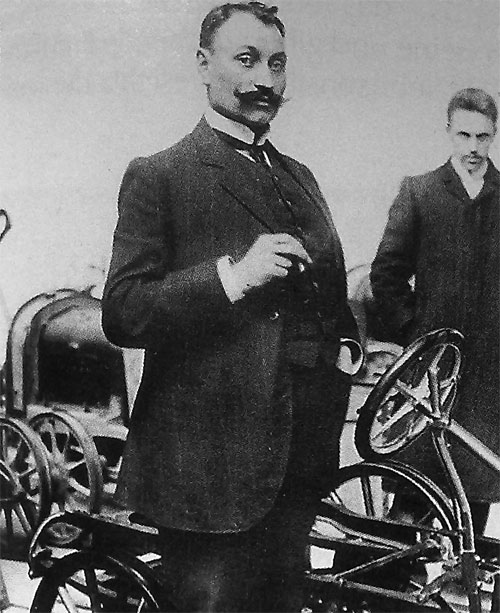
Louis Delâge

Louis Delage (22 maart 1873 - 14 december 1947) was een Franse autofabrikant en oprichter van het automerk Delage. 
Delage werd geboren in Cognac in het département Charente in Frankrijk. Als kind verloor hij het zicht in een oog. Toen hij zestien was ging hij studeren in Angers, waar hij als ingenieur afstudeerde in 1893. Nadat hij zijn dienstplicht in Algerije had vervuld ging hij werken bij een spoorwegmaatschappij in het zuiden van Frankrijk. In 1900 verhuisde Delage naar Parijs, waar hij werk vond op de ontwikkelingsafdeling van een autofabrikant. In 1903 kreeg hij het aanbod om te gaan werken voor Renault. 
Delage onderkende het enorme potentieel van de automobiel toen de vraag het aanbod begon te overstijgen. Omdat hij vol met innovatieve ideeën zat, verzamelde hij voldoende kapitaal om in 1905 zijn eigen fabriek te beginnen in een omgebouwde schuur in Levallois buiten Parijs. De Delage-automobielfabriek groeide snel. Haar auto's stonden al snel bekend om hun stijlvolle uiterlijk en kwaliteit en als een belangrijke deelnemer aan motorraces. 
Echter, de crisis van de jaren '30 eiste haar tol en de autoverkopen stortten in. In 1935 ging Delage failliet en de merknaam werd verkocht aan Delahaye. De nieuwe eigenaren ontsloegen Louis Delage, waarbij hij erg weinig geld mee kreeg. Hij was bijna 60 en verkeerde in een financiële crisis, nog verergerd door zijn scheiding. Hij zocht troost in zijn Rooms-Katholieke geloof en omdat hij geen auto kon betalen ging hij op pelgrimstocht op de fiets of te voet. In 1947 overleed hij op de leeftijd van 73 jaar in armoede. Hij ligt begraven in Le Pecq, een dorp ten westen van Parijs. 
In 1990 werd in zijn geboorteplaats Cognac een technische school naar hem vernoemd. 